# Lípa v Nové Vsi u Nepomuka
Lípa v Nové Vsi u Nepomuka je památný strom v Nové Vsi u Nepomuka. Lípa malolistá (Tilia cordata Mill.) roste v nadmořské výšce 490 m, v zastavěné části obce, v těsné blízkosti komunikace u kapličky, kterou svými kořeny nadzdvihuje. Její stáří je odhadováno na 260 let, výška stromu je 28 m, výška koruny 24 m, šířka koruny 18 m, obvod kmene 470 cm (měření 2013). Zdravotní stromu je velmi dobrý, v roce 2013 bylo provedeno odborné ošetření, byly instalovány vazby kosterních větví ocelovými lany s pokladnicemi. Lípa je chráněna od 10. prosince 2013 jako jedinec dominantní svým vzrůstem a stářím s typickým habitem, a také významná z estetického hlediska, součást kulturní památky.